# Rosemary Lassig
Rosemary Lassig (n. 10 august 1941, Bundaberg, Queensland, Australia – d. 1 noiembrie 2017, Sydney, Noul Wales de Sud, Australia) a fost o înotătoare ce a reprezentat Australia, medaliată olimpică. A participat la o ediție a Jocurilor Olimpice (1960) în care a câștigat două medalii de argint.